# Tizapán el Alto (kommun)
Tizapán el Alto är en kommun i Mexiko.   Den ligger i delstaten Jalisco, i den centrala delen av landet, 400 km väster om huvudstaden Mexico City. Antalet invånare är 20 857. Arean är 273 kvadratkilometer.
Terrängen i Tizapán el Alto är kuperad söderut, men norrut är den platt.
Följande samhällen finns i Tizapán el Alto:
- Tizapán el Alto
- El Refugio
- La Cañada
- La Rosa Amarilla
- Colonia Madero